# Mos (kommun)
Mos är en kommun i Spanien. Den ligger i provinsen Pontevedra i den autonoma regionen Galicien i nordvästra delen av landet, 400 km nordväst om huvudstaden Madrid. Antalet invånare är 15 152 (2024). Arean är 53,29 kvadratkilometer. Mos gränsar till O Porriño, Vigo, Redondela, Pazos de Borbén och Ponteareas. 